# کوهن (دهانه)
کوهن یک دهانه برخوردی در ماه‌ است.